# Kraskovo (okres Rimavská Sobota)
Kraskovo (v minulosti Kraskov) je obec na Slovensku v okrese Rimavská Sobota. Žije zde 112 obyvatel. Nejvýznamnější památkou celoslovenského významu je gotický kostel z první poloviny 14. století, postavený na místě starší stavby. V interiéru se zachovaly vzácné středověké nástěnné malby.

## Kultura a zajímavosti

### Památky

#### Gotický evangelický kostel
Raně gotická stavba evangelického kostela pochází z druhé poloviny 13. století. Kostel je jednolodní stavbou s kvadratickým presbytářem. Nachází se uprostřed opevněného areálu na vyvýšenině nad vesnicí. Ke kostelu patří i dřevěná zvonice z roku 1657. Fresková úprava interiéru, pocházející asi ze 60.–80. let 14. století je dílem neznámého italského mistra. Stavba byla poškozena při tureckých nájezdech, konkrétně v roce 1555. Od roku 1596 patří kostel evangelíkům, kteří ho přizpůsobily své liturgii. Zatreli gotické fresky, což přispělo k jejich zachování do dnešních dob. Odkryté byly v roce 1901. V interiéru se nachází kazetový strop z let 1758–1768 a typická protestantská empora s varhanami. Komplexní obnova kostela se uskutečnila v letech 1983–1986, kdy byly také fresky restaurovány.

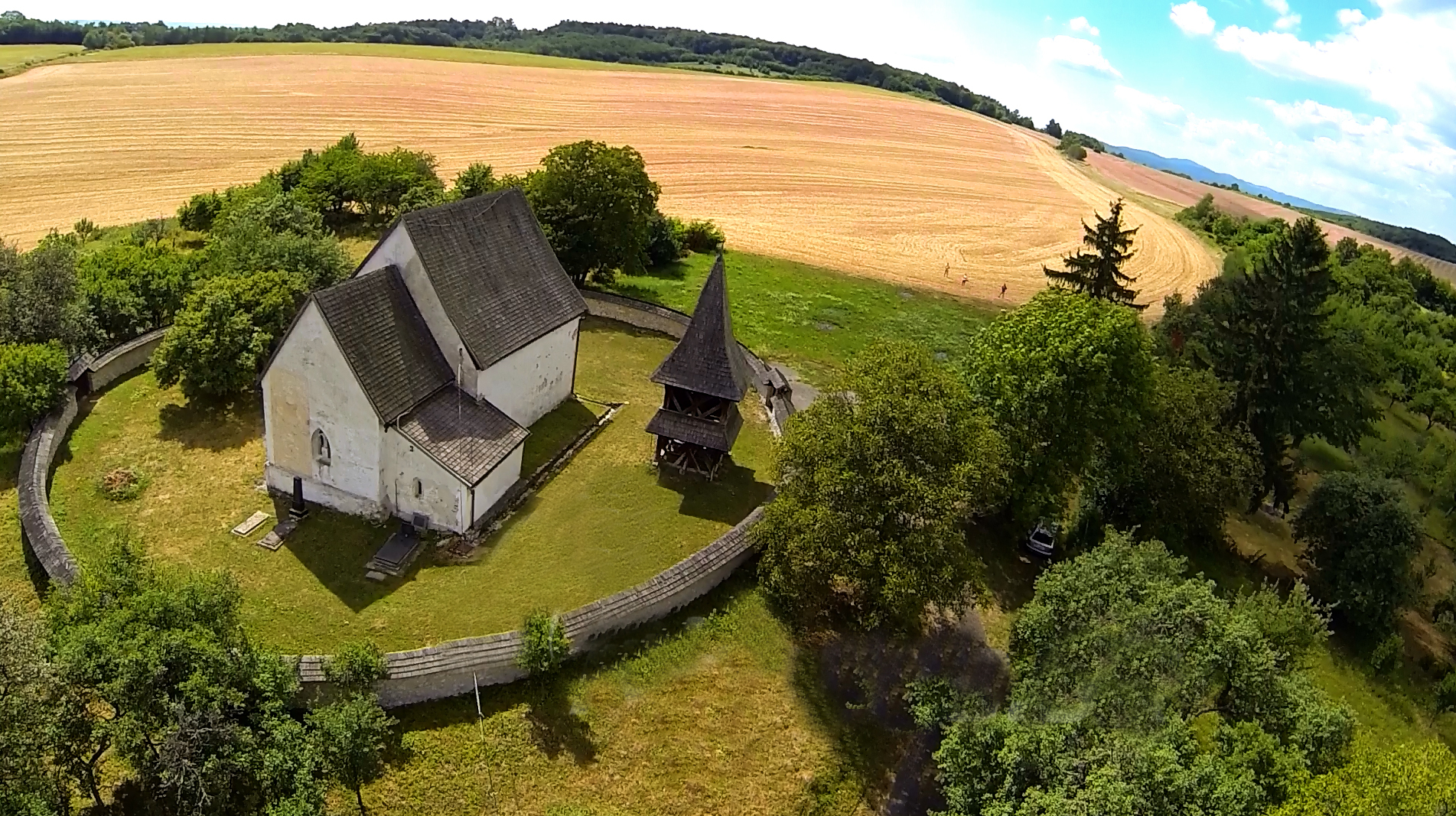
Celkový pohled na areál kostela
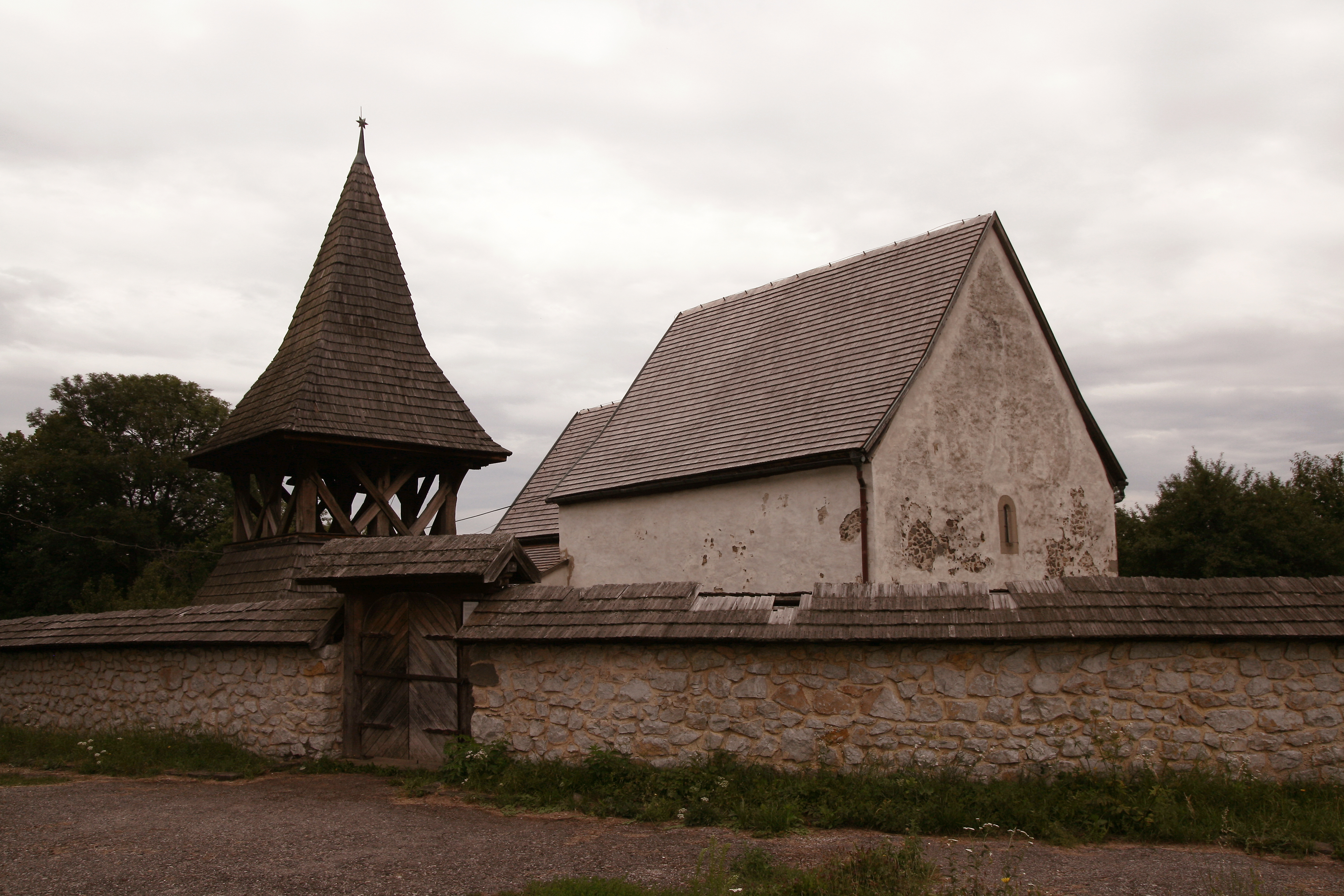
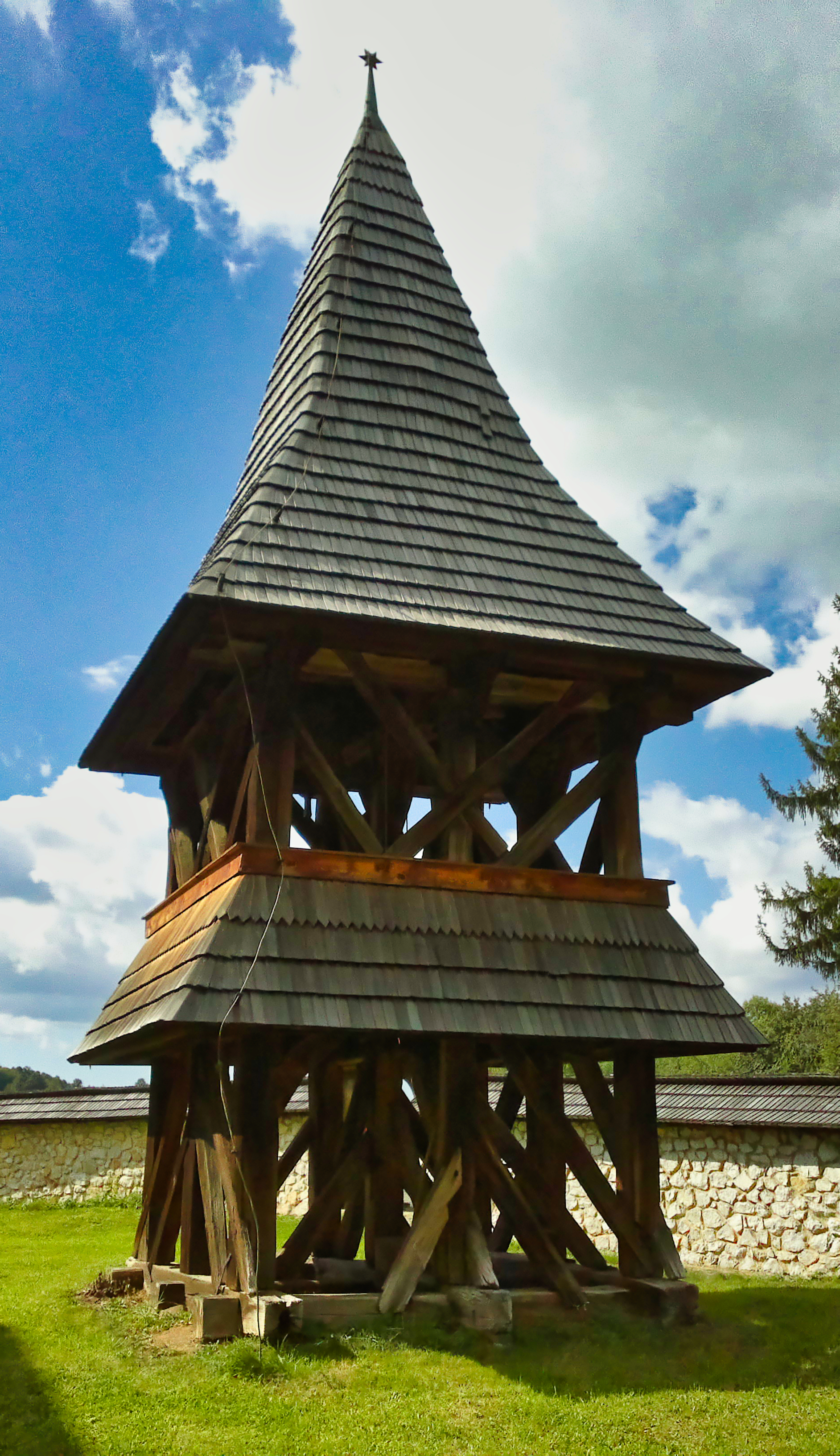
Zvonice
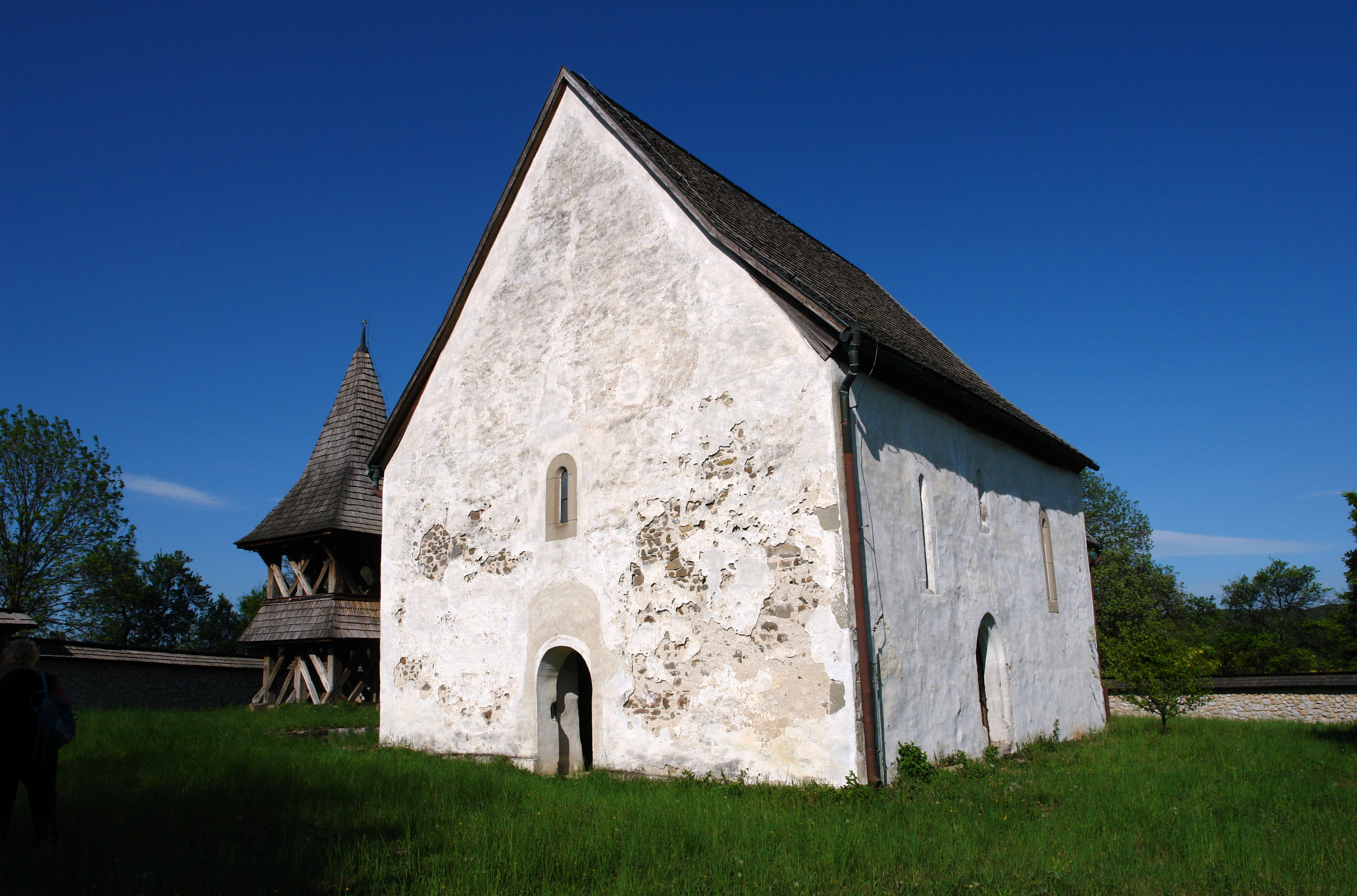
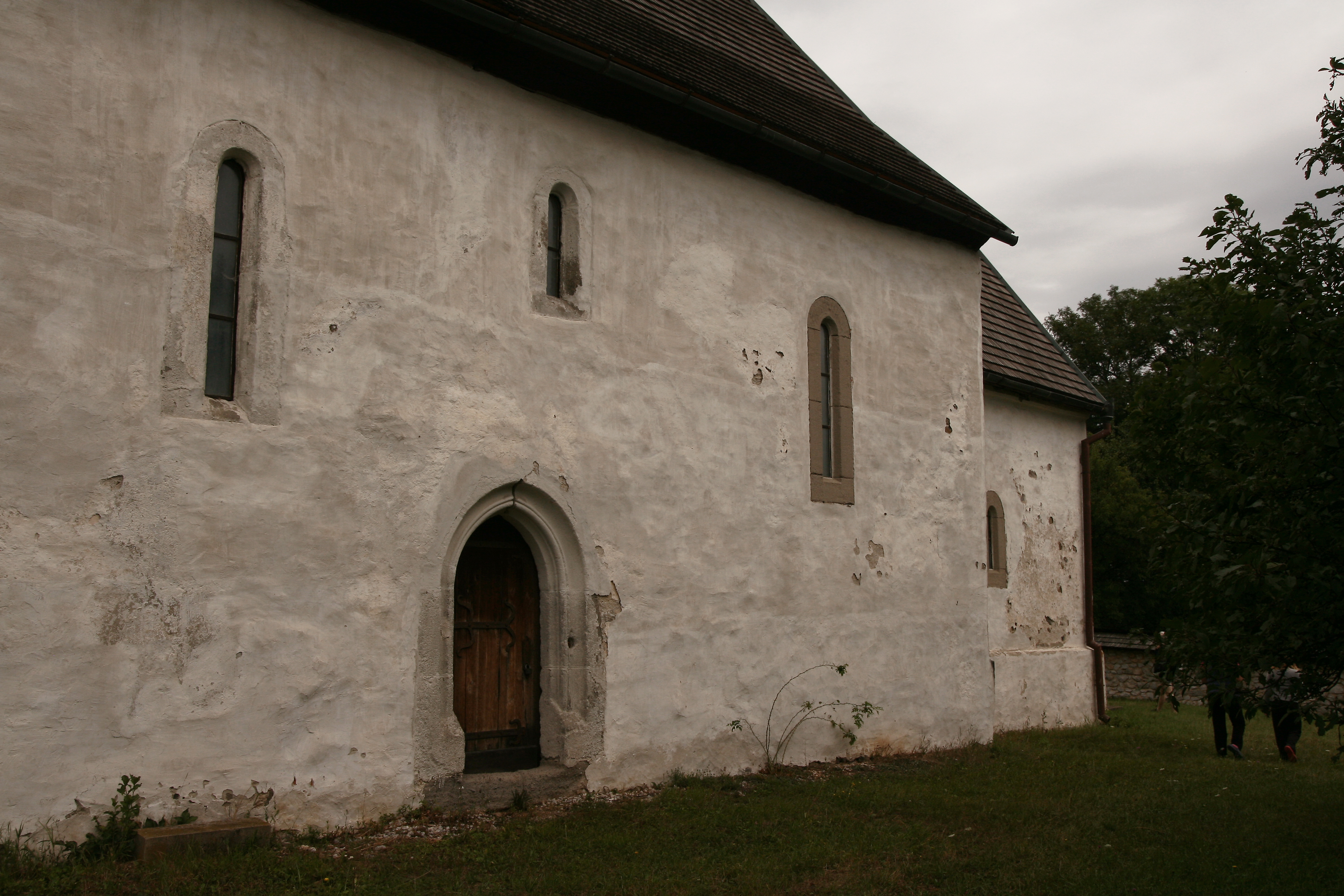
Vstup do kostela
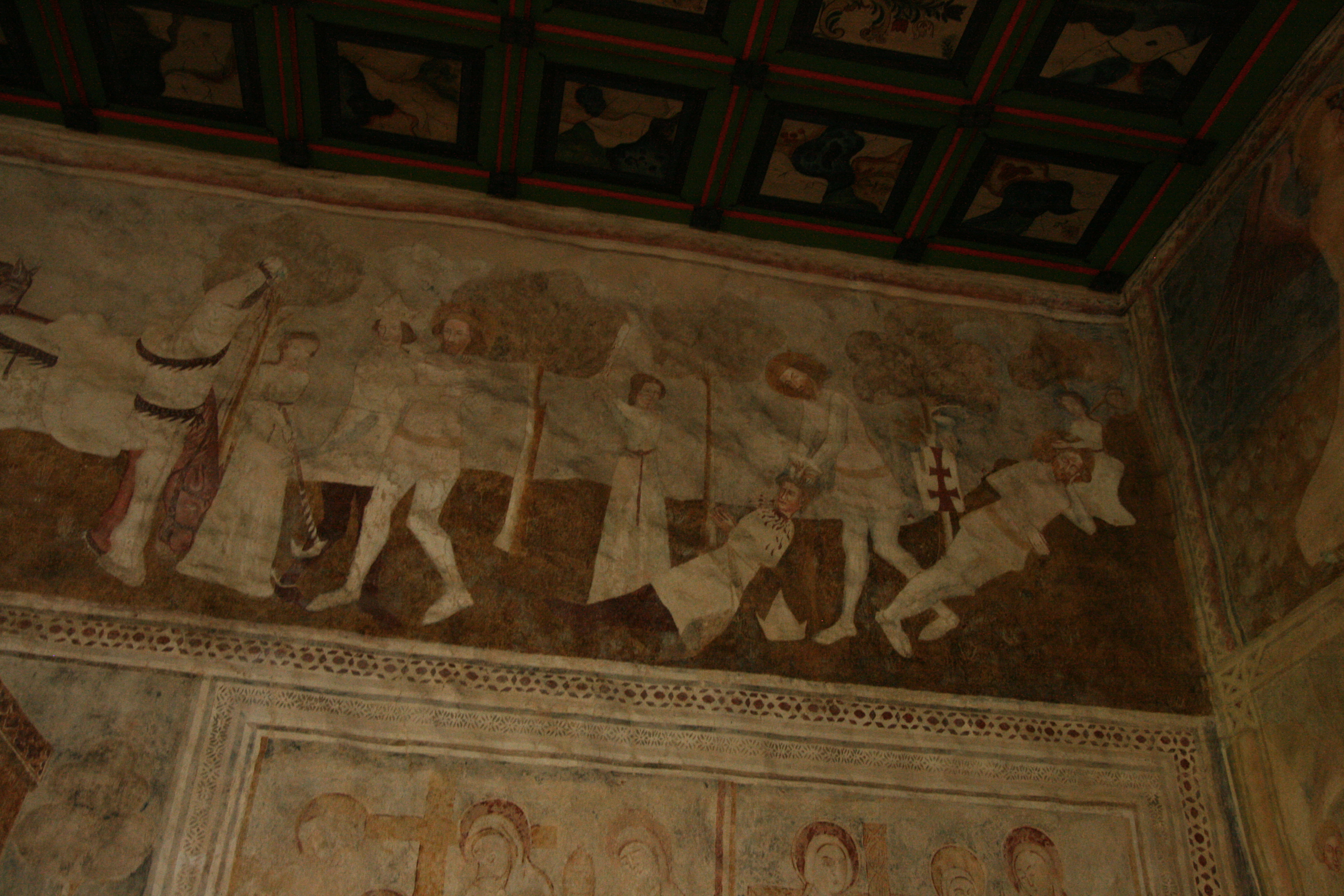
Fresky v kostele
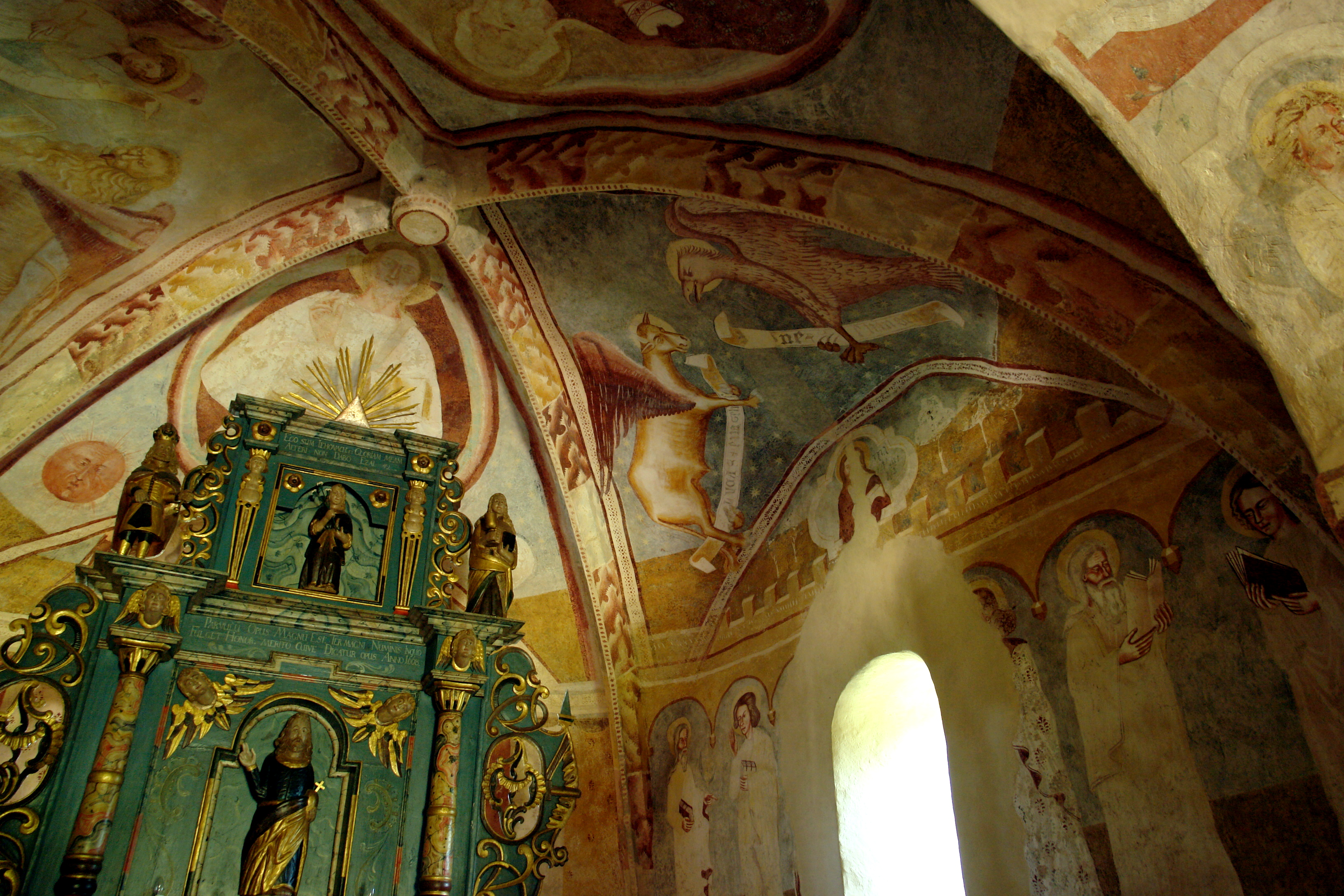
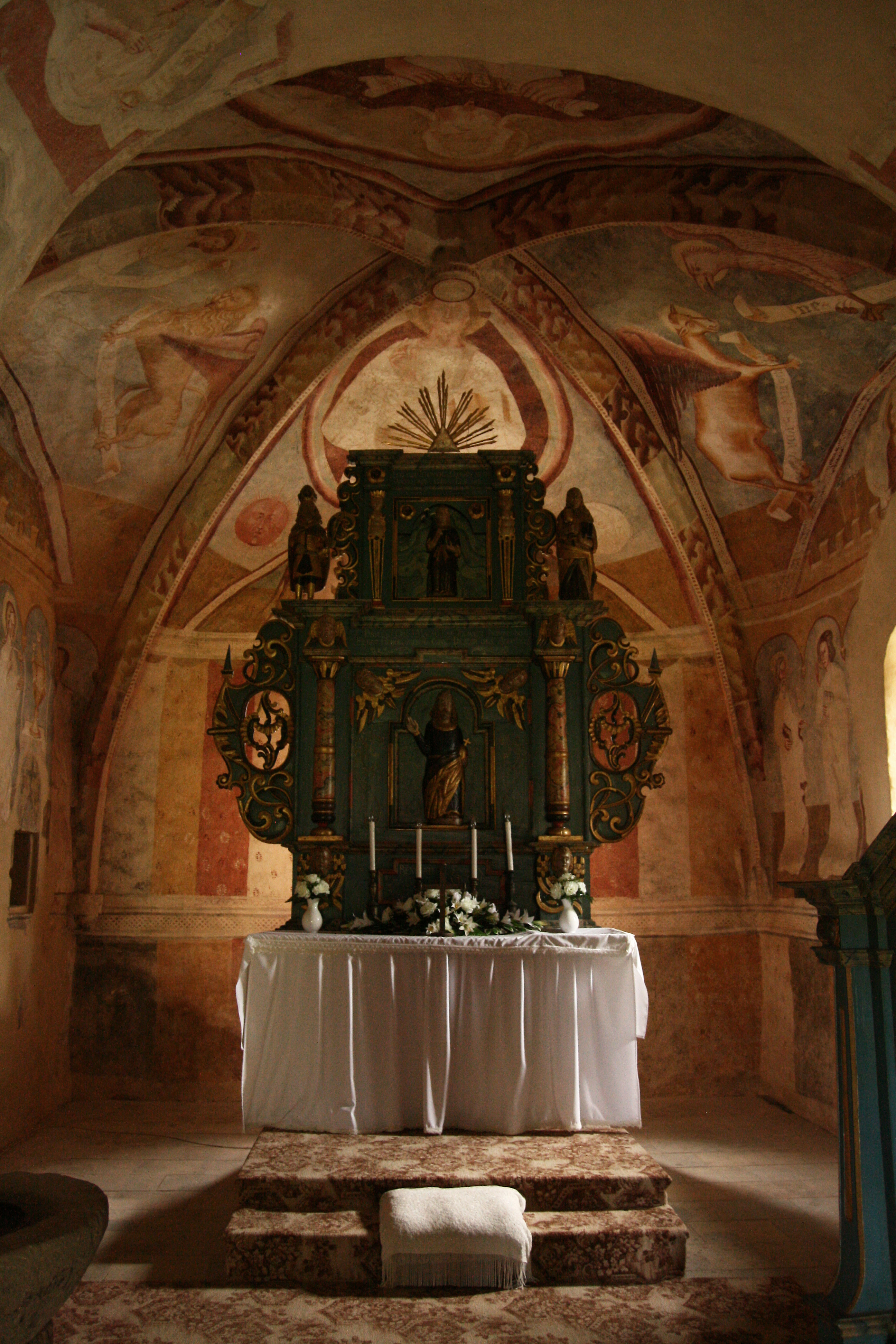
Oltář kostola
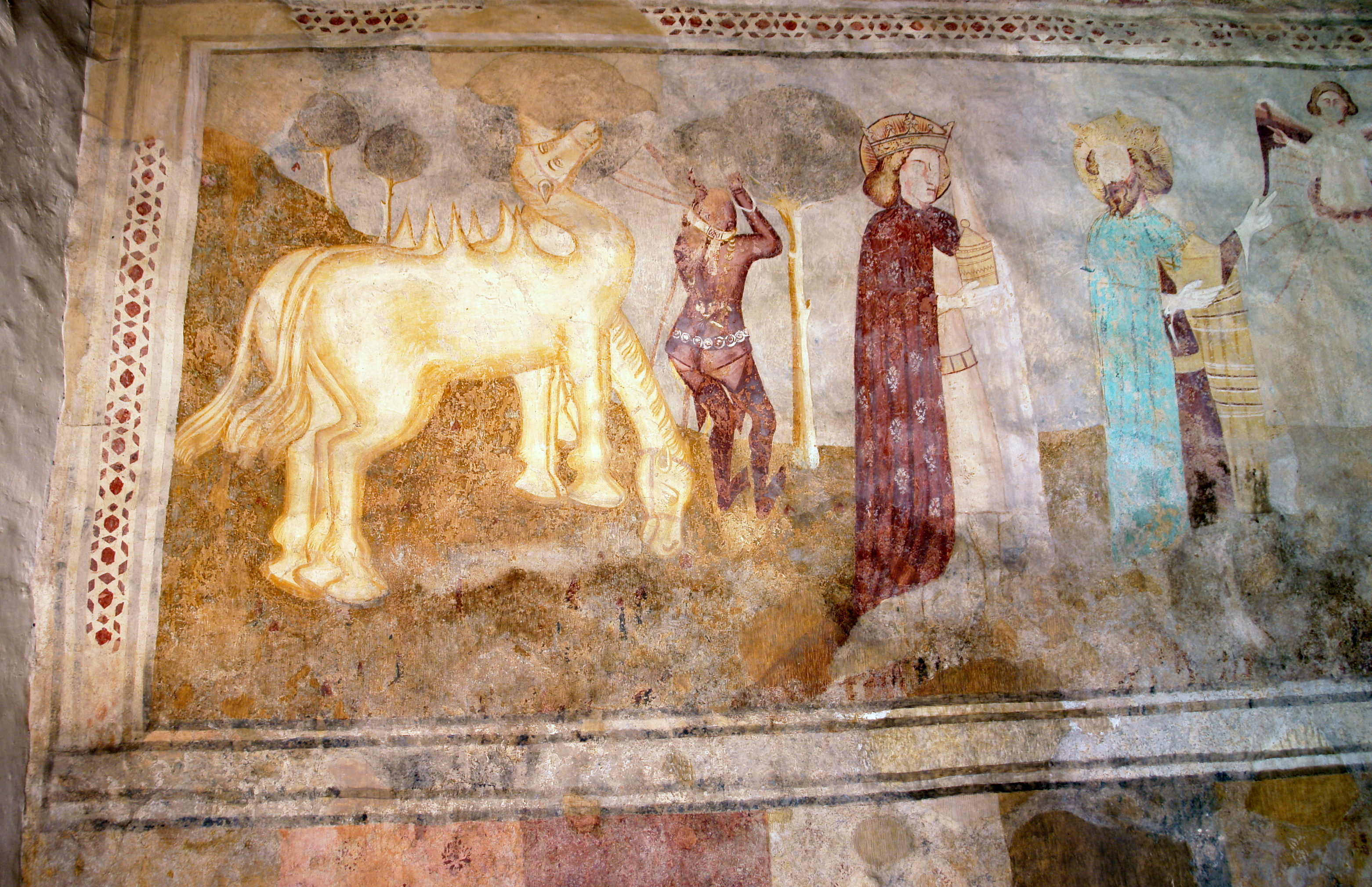
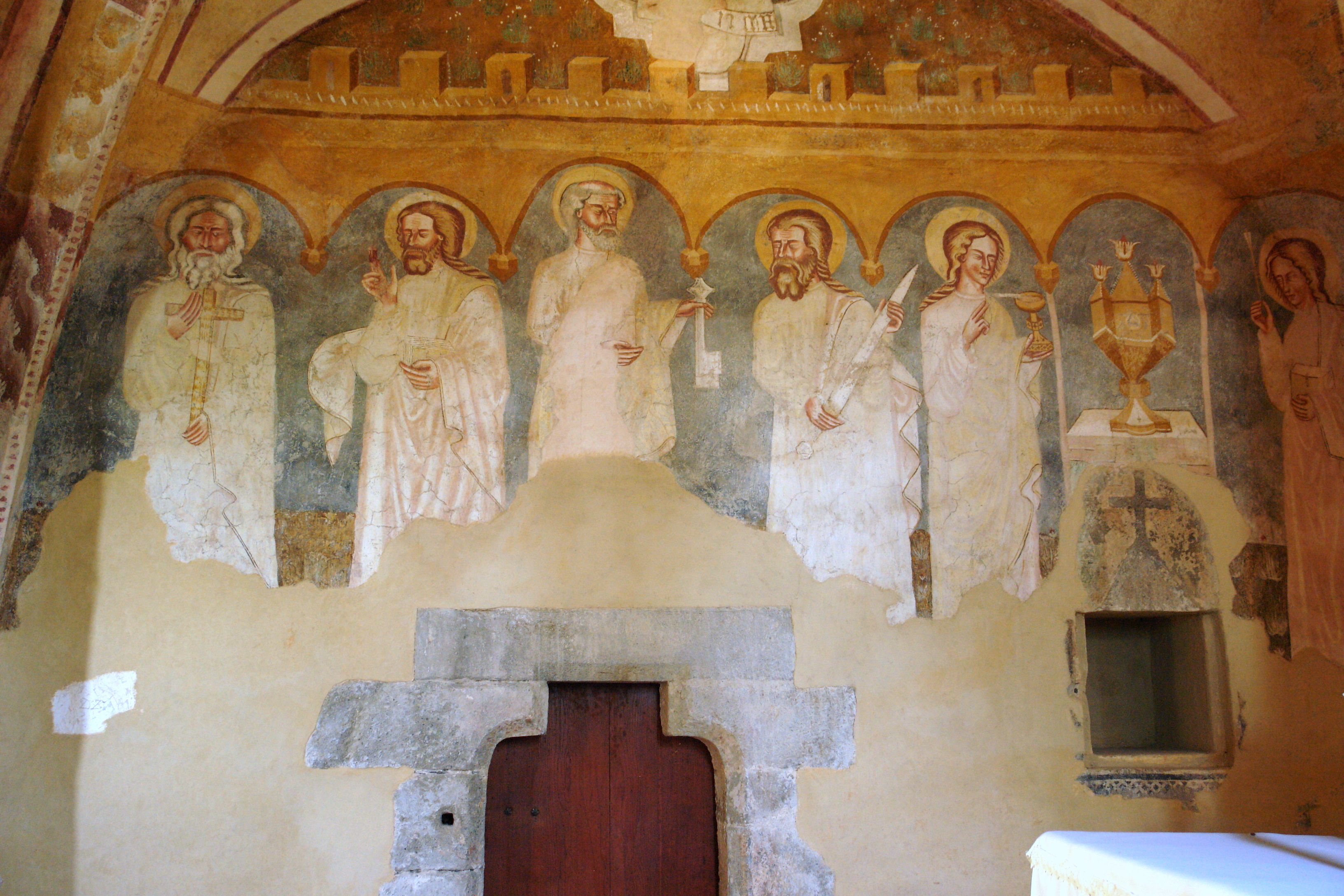
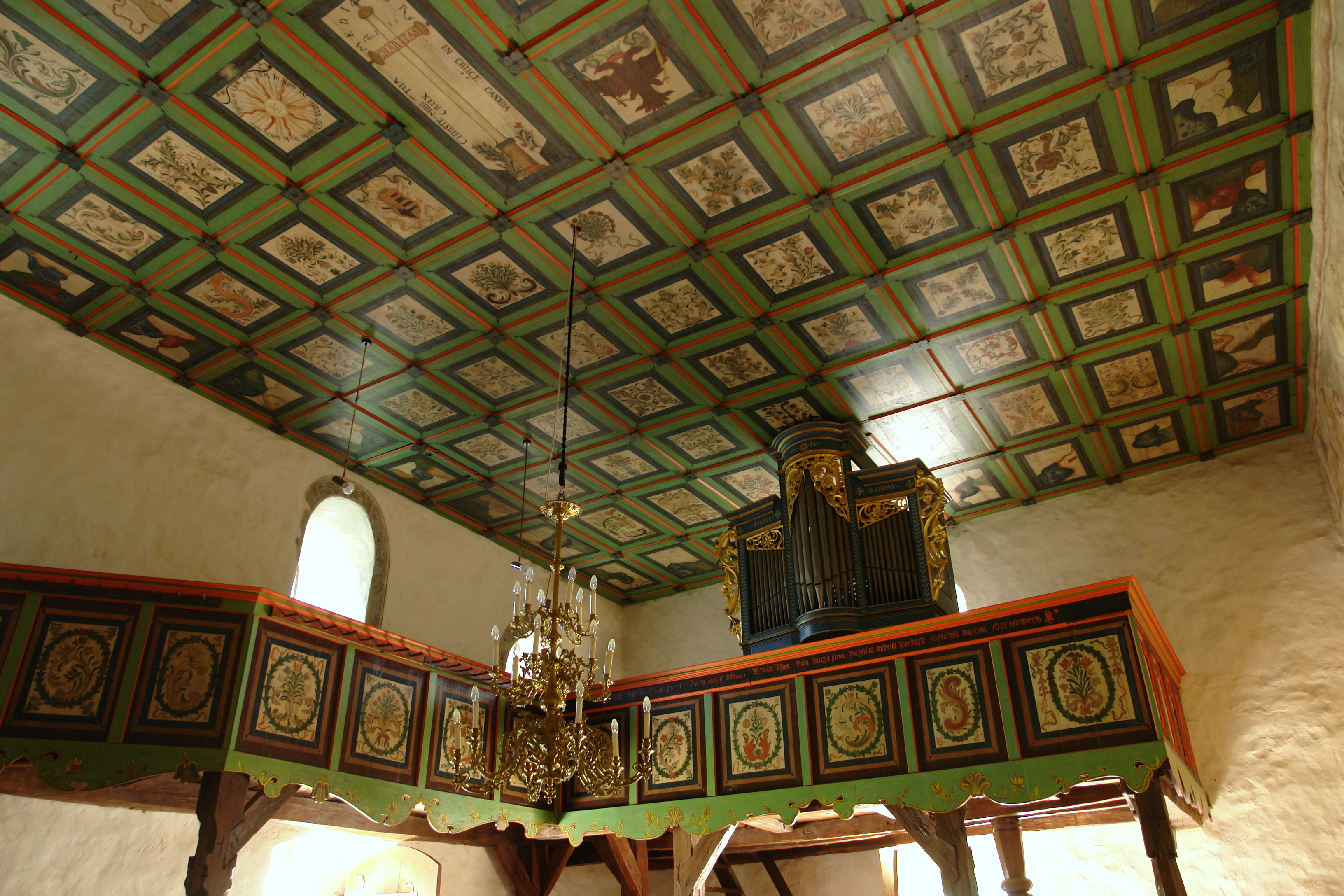
Kazetový strop, empora a organ

## Osobnosti
- August Horislav Škultéty (1819–1892), štúrovec, spisovatel, etnograf, podněcovatel slovenské literatury a vzdělanosti, ředitel Revúckého gymnázia